# Liste der Biografien/Roby
Liste der Biografien |
Portal Biografien |
Personensuche
# |
A |
B |
C |
D |
E |
F |
G |
H |
I |
J |
K |
L |
M |
N |
O |
P |
Q |
R |
S |
T |
U |
V |
W |
X |
Y |
Z |
?
 
Ra |
Rb |
Rd |
Re |
Rh |
Ri |
Rj |
Rk |
Rl |
Rm |
Rn |
Ro |
Rr |
Rs |
Rt |
Ru |
Rv |
Rw |
Rx |
Ry |
Rz
 
Roa |
Rob |
Roc |
Rod |
Roe |
Rof |
Rog |
Roh |
Roi |
Roj |
Rok |
Rol |
Rom |
Ron |
Roo |
Rop |
Roq |
Ror |
Ros |
Rot |
Rou |
Rov |
Row |
Rox |
Roy |
Roz 
 
Roba |
Robb |
Robc |
Robe |
Robi |
Robk |
Robl |
Robm |
Robn |
Robo |
Robr |
Robs |
Robu |
Roby 
Die Liste der Biografien führt alle Personen auf, die in der deutschsprachigen Wikipedia einen Artikel haben. Dieses ist eine Teilliste mit 7 Einträgen von Personen, deren Namen mit den Buchstaben „Roby“ beginnt.

## Roby
- Roby, Bradley (* 1992), US-amerikanischer American-Football-Spieler
- Roby, Erica, US-amerikanische Schauspielerin und Produzentin
- Roby, James (* 1985), englischer Rugby-League-Spieler
- Roby, Martha (* 1976), amerikanische Politikerin (Republikanische Partei)
- Roby, Pamela A. (* 1942), US-amerikanische Soziologin und Hochschullehrerin

### Robyn
- Robyn (* 1979), schwedische PopsängerinRobyn (* 1979)

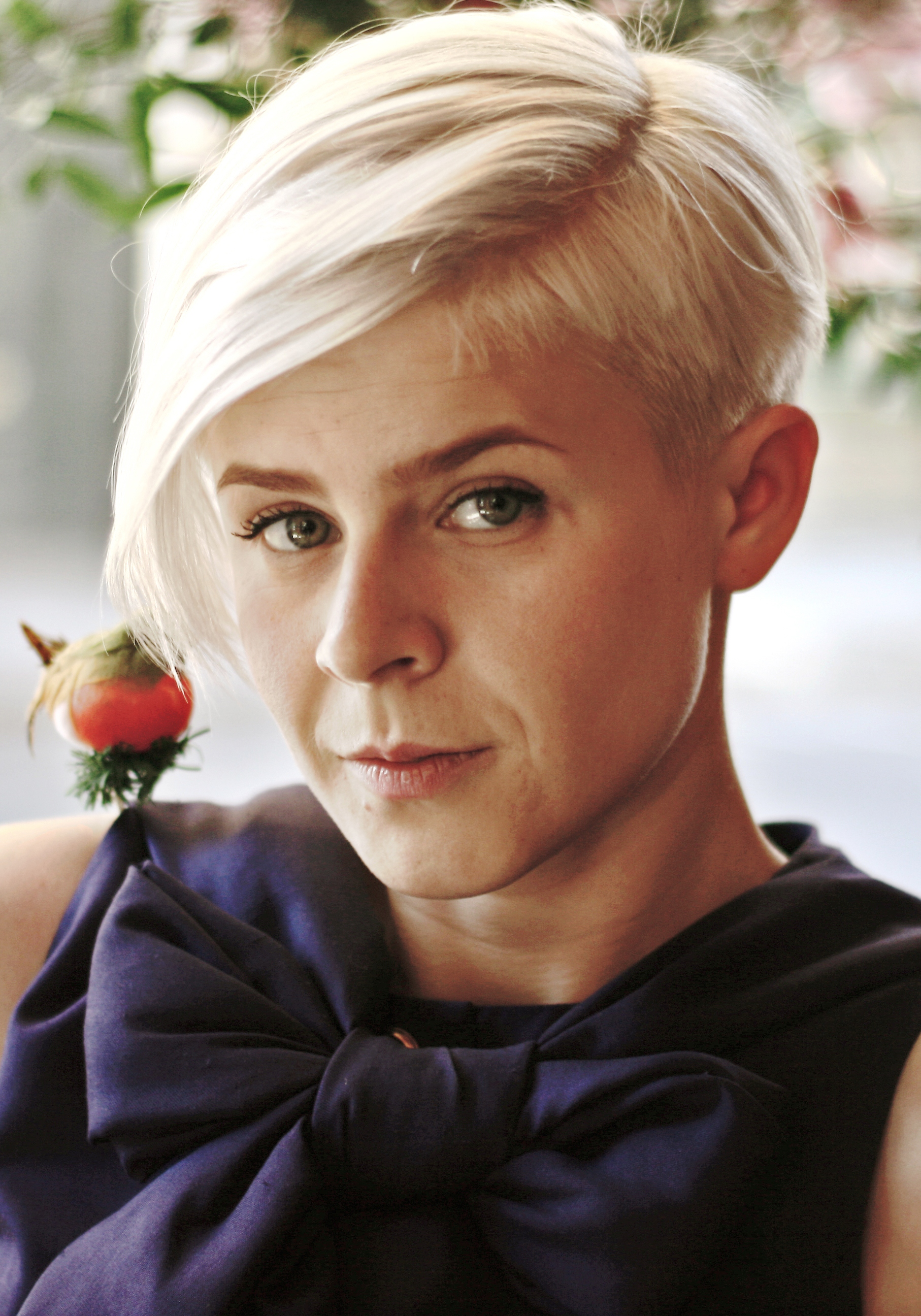
Robyn (* 1979)

- Robyns, Tom (* 1991), belgischer Handballspieler